# Rhinophoridae
Famille
Synonymes
- Axiniidae Colless, 1994 paramètre de Bioref « uBIO » non reconnu

Les Rhinophoridae sont une famille de diptères.

## Liste des genres
Selon BioLib (31 mai 2019) :
- genre Anthracomyia Rondani, 1868
- genre Axinia Colless, 1994
- genre Azaisia Villeneuve, 1939
- genre Barrinea Colless, 1994
- genre Bezzimyia Townsend, 1919
- genre Bixinia Cerretti, Logiudice & Pape, 2014
- genre Clytho Robineau-Desvoidy, 1830
- genre Macrotarsina Schiner, 1857
- genre Melanophora Meigen, 1803
- genre Oplisa Rondani, 1862
- genre Paykullia Robineau-Desvoidy, 1830
- genre Phyto Robineau-Desvoidy, 1830
- genre Rhinomorinia Brauer & Bergenstamm, 1889
- genre Rhinophora Robineau-Desvoidy, 1830
- genre Stevenia Robineau-Desvoidy, 1830
- genre Tricogena Rondani, 1856
- genre Tromodesia Rondani, 1856